# Conferenza Europea delle amministrazioni delle Poste e delle Telecomunicazioni
La Conferenza Europea delle amministrazioni delle Poste e delle Telecomunicazioni, in francese Conférence européenne des administrations des postes et des télécommunications, sigla CEPT, è un'organizzazione nata il 26 giugno 1959 in Francia per assolvere a compiti di coordinamento, uniformando norme procedurali e tecniche, e di organizzazione in ambito europeo riguardo agli standard di telecomunicazione e ai servizi postali.
Possono essere membri della CEPT le Amministrazioni delle Poste e delle Telecomunicazioni dei paesi europei che sono membri dell'Unione Postale Universale (UPU) o degli Stati membri dell'Unione Internazionale delle Telecomunicazioni (UIT).
La CEPT nel 1988 ha poi costituito l'ETSI (European Telecommunications Standards Institute) per meglio adempiere a parte di questi compiti.
Mentre il CEPT raggruppa le PTT (Post Telephony and Telegrafy agency) di 18 paesi europei, l'ETSI è l'organismo che si occupa di redigere le norme relative alle tecnologie dell'informazione e comunicazione (TIC).

## Raccomandazioni
Tra le numerose direttive (raccomandazioni in gergo) emesse dal CEPT si ricordano quelle relative alla tecnologia Videotex (recepite in parte per il nostrano Videotel), frutto di una riorganizzazione e armonizzazione delle precedenti raccomandazioni CCITT T.100 (che raggruppavano il ViewData/Prestel inglese, Antiope francese, ecc).
Tali raccomandazioni sono:
- T/CD 06-01 (ETS 300 072) maggio 1981
- T/TE 06-03 (ETS 300 074) maggio 1988
- T/TE 06-02 (ETS 300 073) maggio 1988
- T/TE 06-04 (ETS 300 075)
- T/TE 06-05 (ETS 300 076)

Fondamentale è il contributo del CEPT alla nascita della telefonia cellulare GSM. La sigla GSM deriva dal nome del gruppo francese che ne ha iniziato lo sviluppo (Groupe Spécial Mobile) formato in seno al CEPT nel 1982. Le specifiche di base del GSM furono definite nel 1987 e lo standard venne recepito da 13 paesi.